# Теорема Гана про розклад
У теорії міри, теорема Гана про розклад  є твердженням про властивості зарядів. Названа на честь австрійського математика Ганса Гана. У випадку сигма-адитивного заряду на σ-алгебрі ця теорема і пов'язана теорема про розклад Жордана дозволяють фактично звести теорію зарядів і інтегралів на них до відповідної теорії міри.

## Твердження теореми
Для будь-якого вимірного простору {\displaystyle (X,\Sigma )} і будь-якого сигма-адитивного заряду {\displaystyle \mu }, визначеного на {\displaystyle \sigma }-алгебрі {\displaystyle \Sigma } існують {\displaystyle \Sigma }-вимірні множини {\displaystyle P} і {\displaystyle N} для яких:
1. {\displaystyle P\cup N=X} і {\displaystyle P\cap N=\varnothing }.
2. Для кожної множини {\displaystyle E\in \Sigma } такого, якщо {\displaystyle E\subseteq P}, то {\displaystyle \mu (E)\geqslant 0}, тобто на всіх вимірних підмножинах множини {\displaystyle P} значення заряду {\displaystyle \mu } є не меншим 0 (множини {\displaystyle P} із такою властивістю називаються додатними).
3. Для кожної множини {\displaystyle E\in \Sigma } такого, якщо {\displaystyle E\subseteq N}, то {\displaystyle \mu (E)\leqslant 0}, тобто на всіх вимірних підмножинах множини {\displaystyle N} значення заряду {\displaystyle \mu } є не більшим 0 (множини {\displaystyle N} із такою властивістю називаються від'ємними).

Більше того, цей розклад є майже єдиним у сенсі, що для будь-якої іншої пари {\displaystyle (P',N')} множин із {\displaystyle \Sigma } для яких виконуються ці три умови, симетричні різниці {\displaystyle P\triangle P'} і {\displaystyle N\triangle N'} є мають міру нуль разом із усіма їх підмножинами. 
Пара {\displaystyle (P,N)} називається розкладом Гана заряду {\displaystyle \mu }.

## Доведення
Можна вважати, що {\displaystyle \mu } не приймає значення {\displaystyle -\infty } (в іншому випадку можна розглядати міру {\displaystyle -\mu }).

### Твердження про від'ємні множини
Нехай {\displaystyle D\in \Sigma } і {\displaystyle \mu (D)\leqslant 0}. Тоді існує від'ємна множина {\displaystyle A\subseteq D} ( тобто множина {\displaystyle A\in \Sigma }, така що для кожної {\displaystyle \Sigma }-вимірної підмножини {\displaystyle B\subseteq A}, також {\displaystyle \mu (B)\leqslant 0}) для якої {\displaystyle \mu (A)\leqslant \mu (D)}.

#### Доведення
Нехай {\displaystyle A_{0}:=D} і за припущенням індукції для {\displaystyle n\in \mathbb {N} _{0}} побудована множина {\displaystyle A_{n}\subseteq D}. Нехай {\displaystyle t_{n}} позначає супремум {\displaystyle \mu (B)} для усіх {\displaystyle \Sigma }-вимірних підмножин {\displaystyle B} множини {\displaystyle A_{n}}. Цей супремум може бути нескінченним. Оскільки порожня множина {\displaystyle \varnothing } є підмножиною {\displaystyle A_{n}}, то {\displaystyle t_{n}\geqslant 0}. Згідно означення {\displaystyle t_{n}}, існує {\displaystyle \Sigma }-вимірна підмножина {\displaystyle B_{n}\subseteq A_{n}}, для якої
{\displaystyle \mu (B_{n})\geqslant \min \!\left(1,{\frac {t_{n}}{2}}\right).}
Тоді крок індукції завершується якщо прийняти {\displaystyle A_{n+1}:=A_{n}\setminus B_{n}}. Остаточно нехай:
{\displaystyle A:=D{\Bigg \backslash }\bigcup _{n=0}^{\infty }B_{n}.}
Оскільки множини {\displaystyle (B_{n})_{n=0}^{\infty }} попарно не перетинаються, то із сигма адитивності заряду {\displaystyle \mu } випливає, що
{\displaystyle \mu (A)=\mu (D)-\sum _{n=0}^{\infty }\mu (B_{n})\leqslant \mu (D)-\sum _{n=0}^{\infty }\min \!\left(1,{\frac {t_{n}}{2}}\right).}
Зокрема звідси випливає, що {\displaystyle \mu (A)\leqslant \mu (D)}. Якщо {\displaystyle A} не є від’ємною множиною то існує {\displaystyle \Sigma }-вимірна підмножина {\displaystyle B\subseteq A}, яка задовольняє {\displaystyle \mu (B)>0}. Оскільки за побудовою також {\displaystyle B\subseteq A_{n}} для кожного {\displaystyle n\in \mathbb {N} _{0}} то і {\displaystyle t_{n}\geqslant \mu (B)} , тож сума ряду праворуч є рівною {\displaystyle +\infty } і тому також {\displaystyle \mu (A)=-\infty }, що суперечить припущенню. Отже такої множини {\displaystyle B} не існує і {\displaystyle A} є від’ємною множиною.

### Побудова розкладу Гана
Нехай {\displaystyle N_{0}=\varnothing } і, за індукцією, при вже наявному {\displaystyle N_{n}} нехай {\displaystyle s_{n}} позначає  інфімум {\displaystyle \mu (D)} для усіх {\displaystyle \Sigma }-вимірних підмножин {\displaystyle D} множини {\displaystyle X\setminus N_{n}}. Цей інфімум може бути рівним {\displaystyle -\infty }. Оскільки порожня множина {\displaystyle \varnothing } є підмножиною {\displaystyle X\setminus N_{n}} то {\displaystyle s_{n}\leqslant 0}. Отже, існує {\displaystyle \Sigma }-вимірна підмножина {\displaystyle D_{n}\subseteq X\setminus N_{n}} для якої
{\displaystyle \mu (D_{n})\leqslant \max \!\left({\frac {s_{n}}{2}},-1\right)\leqslant 0.}
Згідно з наведеним вище твердженням існує від'ємна множина {\displaystyle A_{n}\subseteq D_{n}} така, що {\displaystyle \mu (A_{n})\leqslant \mu (D_{n})}. Тоді для завершення кроку індукції можна позначити {\displaystyle N_{n+1}:=N_{n}\cup A_{n}}. 
Остаточно також
{\displaystyle N:=\bigcup _{n=0}^{\infty }A_{n}.}
Оскільки множини {\displaystyle (A_{n})_{n=0}^{\infty }} попарно не перетинаються, для кожної {\displaystyle \Sigma }-вимірної підмножини {\displaystyle B\subseteq N}:
{\displaystyle \mu (B)=\sum _{n=0}^{\infty }\mu (B\cap A_{n})}
згідно сигма-адитивності заряду {\displaystyle \mu }. Зокрема {\displaystyle N} є від’ємною множиною. Якщо позначити {\displaystyle P:=X\setminus N} то {\displaystyle P} є додатною множиною. Якби це було не так, то існувала б {\displaystyle \Sigma }-вимірна підмножина {\displaystyle D\subseteq P} для якої {\displaystyle \mu (D)<0}. Але тоді {\displaystyle s_{n}\leqslant \mu (D)} для всіх {\displaystyle n\in \mathbb {N} _{0}} і
{\displaystyle \mu (N)=\sum _{n=0}^{\infty }\mu (A_{n})\leqslant \sum _{n=0}^{\infty }\max \!\left({\frac {s_{n}}{2}},-1\right)=-\infty ,}
що суперечить припущенню про {\displaystyle \mu }. Отже, {\displaystyle P} є додатною множиною.

### Властивість майже єдиності
Якщо {\displaystyle (N',P')} є ще одним розкладом Гана для {\displaystyle X}, то {\displaystyle P\cap N'} є водночас додатною і від'ємною множиною. Отже, кожна його вимірна підмножина має міру нуль. Те ж саме стосується і {\displaystyle N\cap P'}. Рівності:
{\displaystyle P\triangle P'=N\triangle N'=(P\cap N')\cup (N\cap P'),}
і адитивність заряду завершують доведення теореми. 

## Розклад Жордана заряду
Наслідком теореми Гана про розклад  є Теорема Жордана про розклад, яка стверджує, що для кожного сигма-адитивного заряду {\displaystyle \mu } заданого на {\displaystyle \Sigma } існує розклад {\displaystyle \mu =\mu ^{+}-\mu ^{-}} на різницю двох мір {\displaystyle \mu ^{+}} і {\displaystyle \mu ^{-}}, принаймні одна із яких є скінченною. 
Теорема Жордана відразу випливає із теореми Гана, якщо для довільної {\displaystyle \Sigma }-вимірної множини {\displaystyle E} відповідні міри визначити як:
{\displaystyle {\mu ^{+}}(E):=\mu (E\cap P)}
{\displaystyle {\mu ^{-}}(E):=-\mu (E\cap N)}
для будь-якого розкладу Гана {\displaystyle (P,N)} заряду {\displaystyle \mu }.
Для побудованих так мір також для будь якого розкладу Гана {\displaystyle (P,N)} також {\displaystyle {\mu ^{+}}(E)=0} для {\displaystyle \Sigma }-вимірних підмножин {\displaystyle E\subseteq N} і {\displaystyle {\mu ^{-}}(E)=0} для {\displaystyle \Sigma }-вимірних підмножин {\displaystyle E\subseteq P}.
Міри {\displaystyle \mu ^{+}} і {\displaystyle \mu ^{-}} визначені за допомогою розкладу Гана називаються додатною і від'ємною складовою заряду {\displaystyle \mu } відповідно. Пара {\displaystyle (\mu ^{+},\mu ^{-})} називається розкладом Жордана (або  розкладом Гана — Жордана) заряду {\displaystyle \mu }. Розклад Жордана є єдиним, його означення не залежить від вибору розкладу Гана.
Еквівалентно означення мір із розкладу Жордана {\displaystyle (\mu ^{+},\mu ^{-})} для заряду {\displaystyle \mu } можна одержати із рівностей
{\displaystyle {\mu ^{+}}(E)=\sup _{B\in \Sigma ,~B\subseteq E}\mu (B)}
{\displaystyle \mu ^{-}(E)=-\inf _{B\in \Sigma ,~B\subseteq E}\mu (B).}
для будь-якого {\displaystyle E} у {\displaystyle \Sigma }. 
Розклад Жордана є мінімальним із усіх розкладів заряду як різниці мір: якщо також {\displaystyle \mu =\nu ^{+}-\nu ^{-}} для пари {\displaystyle (\nu ^{+},\nu ^{-})} невід’ємних мір на {\displaystyle X}, то
{\displaystyle \nu ^{+}\geqslant \mu ^{+},\quad \nu ^{-}\geqslant \mu ^{-}.}
Міри {\displaystyle (\mu ^{+},\mu ^{-})} із розкладу Жордана є сингулярними. Міра {\displaystyle |\mu |=\mu ^{+}+\mu ^{-}} називається повною варіацією заряду {\displaystyle \mu .}